# Сулин
Сулин (словац. Sulín) — село в Словаччині, Старолюбовняському окрузі Пряшівського краю. Розташоване в північно-східній частині Словаччини на кордоні з Польщею.
Вперше згадується у 1960 році.
В селі є греко-католицька церква св. Архангела Михаїла з 1879 р., в стилі неокласицизму.

## Населення
| Рік:            | 1993 | 2003 | 2013     | 2023     |
| --------------- | ---- | ---- | -------- | -------- |
| Кількість осіб: | 450  | 432  | 355      | 301      |
| Різниця:        |      | -4 % | -17,82 % | -15,21 % |

| Рік:            | 2022 | 2023    |
| --------------- | ---- | ------- |
| Кількість осіб: | 296  | 301     |
| Різниця:        |      | +1,68 % |

В селі проживає 382 осіб.
Національний склад населення (за даними останнього перепису населення — 2001 року):
- словаки — 468 (97,72%)
- русини — 8 (1,60%)
- українці — 3 (0,68%)

Склад населення за приналежністю до релігії станом на 2001 рік:
- греко-католики — 93,84%,
- римо-католики — 5,25%,
- православні — 0,46%,
- не вважають себе віруючими або не належать до жодної вищезгаданої церкви- 0,46%

### Видатні постаті
- Ставровський-Попрадов Юлій Іванович — в селі народився греко-католицький священик, освітній діяч на Пряшівщині, представник русофільського напряму, писав російською мовою.

| Словаччина | Це незавершена стаття з географії Словаччини. Ви можете допомогти проєкту, виправивши або дописавши її. |

1. ↑  Ця сторінка має Властивість Вікіданих P910: категорія за темою сторінки із значенням "Category:Sulín", але не має назви українською мовою, яку треба додати за посиланням d:Special:SetLabelDescriptionAliases/Q9133814/uk.
Докладніше: Вікіпедія:Проєкт:Вікідані; Вікіпедія:Категоризація.
2. ↑  Hustota obyvateľstva - obce [om7014rr_obc=AREAS_SK, v_om7014rr_ukaz=Rozloha (Štvorcový meter)]. Statistical Office of the Slovak Republic. 28 березня 2024. Процитовано 8 лютого 2025.
3. ↑  Počet obyvateľov podľa pohlavia - obce (ročne) [om7101rr_obce=AREAS_SK]. Statistical Office of the Slovak Republic. 28 березня 2024. Процитовано 8 лютого 2025.
4. ↑  Останні вибори до органів місцевого врядування Словаччини відбулися 11 листопада 2018 року. Дані про голову місцевого уряду можуть бути неактуальними.
5. ↑  Sulín. ŠÚ SR: sodbtn.sk (словац.). // детальні статистичні дані
6. 1 2  Počet obyvateľov podľa pohlavia - obce (ročne) [om7101rr_obce=AREAS_SK]. Statistical Office of the Slovak Republic. 28 березня 2024. Процитовано 8 лютого 2025.